# Josselin
Josselin (in bretone: Josilin) è un comune francese di 2 674 abitanti situato nel dipartimento del Morbihan nella regione della Bretagna. Il borgo è conosciuto soprattutto per il suo bel castello edificato fra il XIV e il XV secolo. Il maniero apparteneva, e appartiene tuttora, alla famiglia Rohan.

## Società

### Evoluzione demografica
Abitanti censiti

## Monumenti e luoghi d'interesse

### Architettura religiosa
La Basilica Notre-Dame-du-Roncier, costruita verso la fine del XII secolo, ha subito diversi interventi nel corso della sua storia. Dal 1927 è stata dichiarata monumento storico.
Al suo interno si trova l'importante monumento funerario (gisants) d'Olivier V de Clisson, connestabile di Francia e di sua moglie Marguerite de Rohan, che si trovava posto originariamente nel coro. Successivamente fu trasferito nella cappella dedicata a Santa Margherita (navata sud), dove ora si trova; la cappella fu fatta costruire proprio dal de Clisson in onore della sua seconda moglie Margherita.
La guglia, alta 60 metri, è stata completata nel 1949.

### Architettura militare
Il castello di Josselin è uno dei più famosi tra i castelli della Bretagna: eretto agli inizi dell'XI secolo, è stato più volte ricostruito tra il XIII secolo e gli inizi del XVI secolo, su uno sperone roccioso lungo il fiume Oust come roccaforte della dinastia dei Rohan, i cui eredi vi abitano tuttora.

## Economia
L'economia di Josselin si basa su sue settori:
- il turismo che attira diversi visitatori grazie al castello, al centro storico che offre al visitatore diversi edifici medievali e alla festa medievale che si tiene ogni due anni[4];
- l'agro-alimentare, con la presenza di un grande macello di maiali (JPA ex-Gad) che è stato recentemente rimodernato e rilanciato dopo una pesante crisi attraversata nel 2014[5].

## Comuni gemellati
- Alzey  Rheinhessen (dal 1973)
- Quiberon  (Francia)